# Samuel H. Huntington
Samuel H. Huntington foi um político estadunidense de Ohio, exercendo como governador desse estado, além de deputado, senador e ministro do Supremo Tribunal de Ohio.

## Carreira
Depois de servir como delegado do condado de Trumbull na primeira convenção constitucional do estado foi selecionado como juiz associado da Suprema Corte de Ohio e sucedeu Return J. Meigs Jr. como Chefe de Justiça um ano depois. Ele serviu até ser eleito governador em 1808. Seu mandato foi tempestuoso, com muita controvérsia sobre o impeachment de dois juízes por defender o princípio da revisão judicial (Huntington também teria sofrido impeachment se não tivesse sido eleito governador), a mudança da capital do estado de Zanesville para Chillicothe e a Resolução Tiffin, que encerrou os mandatos de todos os juízes em exercício. Huntington não se candidatou à reeleição, mas concorreu ao Senado dos Estados Unidos, perdendo para Thomas Worthington.

Huntington também era um maçom ativo e serviu como o segundo Grão-Mestre da Grande Loja F.&A.M. de Ohio em 1809. 